# یوشیاکی اویوا
یوشیاکی اویوا (انگلیسی: Yoshiaki Oiwa؛ زادهٔ ۱۹ ژوئیهٔ ۱۹۷۶) سوارکار اهل ژاپن است.
وی در مسابقات کشوری و بین‌المللی در مجموع برندهٔ ۴ مدال طلا، ۱ مدال نقره، ۲ مدال برنز شده است.